# Antália
Antália (em turco: Antalya; em grego: Αττάλεια; romaniz.: Attaleia), antiga Adália, é uma cidade do sul da Turquia, capital da área metropolitana e da província homónima, na região do Mediterrâneo. O conjunto dos distritos que a malha urbana da cidade ocupa, na totalidade ou parcialmente, (Aksu, Döşemealtı, Kepez, Konyaaltı e Muratpaşa) tem 2 027 km² e em dezembro de 2021 tinha 1 462 129 habitantes (densidade: 721,3 hab./km²). A altitude média da cidade é 30 m. Foi fundada cerca de 150 a.C.
Construída sobre falésias à beira-mar, a cidade está rodeada de montanhas. Os investimentos feitos a partir dos anos 1970 transformaram a cidade num centro turístico de fama internacional.

## Etimologia
Segundo a lenda, no século II a.C. Átalo II, rei de Pérgamo ordenou ao seus homens que encontrassem o paraíso na terra. Depois de uma intensa busca, eles descobriram a região de Antália. O rei reconstruiu a cidade, dando-lhe o nome de Ataleia (Αττάλεια), que com o passar do tempo mudou para Adália em turco e finalmente Antália. Ataleia era igualmente o nome de um festival em Delfos e Attalis (Ἀτταλίς) era o nome de uma antiga tribo grega de Atenas.

## História
Não se sabe ao certo quando o local onde se encontra a cidade foi habitado pela primeira vez. Átalo II, rei de Pérgamo teria fundado a cidade cerca de 150 a.C., e tornando-a uma base naval para a sua poderosa frota. No entanto, em 2008 foram descobertos vestígios do século III a.C. em escavações no distrito de Doğu Garajı, o que sugere que a cidade é mais antiga do que se supunha. Antália passou a fazer parte da República Romana quando o último rei de Pérgamo, Átalo III deixou em testamento o seu reino a Roma. A cidade prosperou durante o período romano.
O cristianismo começou a espalhar-se na região depois do século II d.C.. Antália foi visitada por Paulo de Tarso (São Paulo):
| “ | Partindo de Perga, Paulo e Barnabé foram a Atália e daí navegaram para Antioquia depois de pregarem na Pisídia e Panfília | ” |
|   | — Atos dos Apóstolos 14:25-26.                                                                                            |   |

Antália foi uma cidade importante do Império Bizantino, sendo a capital do Tema Carabisiano (em grego: Θέμα Kαραβησιάνων; romaniz.: Thema Karabisianoi), o qual ocupava as costas sul da Ásia Menor e as ilhas do mar Egeu. Aquando da subida ao trono de João II Comneno, em 1118, Antália era uma cidade isolada, um posto avançado nos territórios sob domínio turco, só acessível por mar. No ano seguinte, com a ajuda do seu comandante em chefe João Axuco, João II expulsou os turcos  das rotas terrestres até Antália e a cidade voltou a estar ligada ao resto do império.
A cidade e a região em volta foi conquistada no início do século XIII pelo Sultanato Seljúcida de Rum, tendo-se transformado na capital do beilhique de Teke (em turco: Tekeoğulları Beyliği), que existiu entre 1321 e 1423, ano em que foi conquistado pelo Império Otomano. O viajante árabe-berbere ibne Batuta, que visitou a cidade entre 1335 e 1340 escreveu:
| “ | De Alaiye fui para Adália, uma cidade muito bela. Cobre uma área imensa, mas apesar do seu tamanho é uma das cidades mais atraentes que já vi, além de ser muito populosa e bem construída. Cada comunidade vive em bairros separados. Os mercadores cristãos vivem num bairro conhecido como a Mina (o porto), e estão rodeados de uma muralha cujas portas são fechadas por fora à noite e durante os serviços religiosos de sexta-feira. Os gregos, que eram os seus antigos habitantes, vivem sozinhos noutro bairro, os judeus noutro, e o rei, a sua corte e os mamelucos noutro. O resto dos muçulmanos habita a parte principal da cidade. À volta de toda a cidade e dos bairros mencionados, existe outra grande muralha. A cidade tem pomares e produz fruta excelente, incluindo uma variedade admirável de damasco, a que chamam Camar Adim, cujo caroço tem uma amêndoa doce no seu interior. Este fruto é seco e exportado para o Egito, onde é considerado um grande luxo. | ” |
|   | — ibne Batuta. |   |

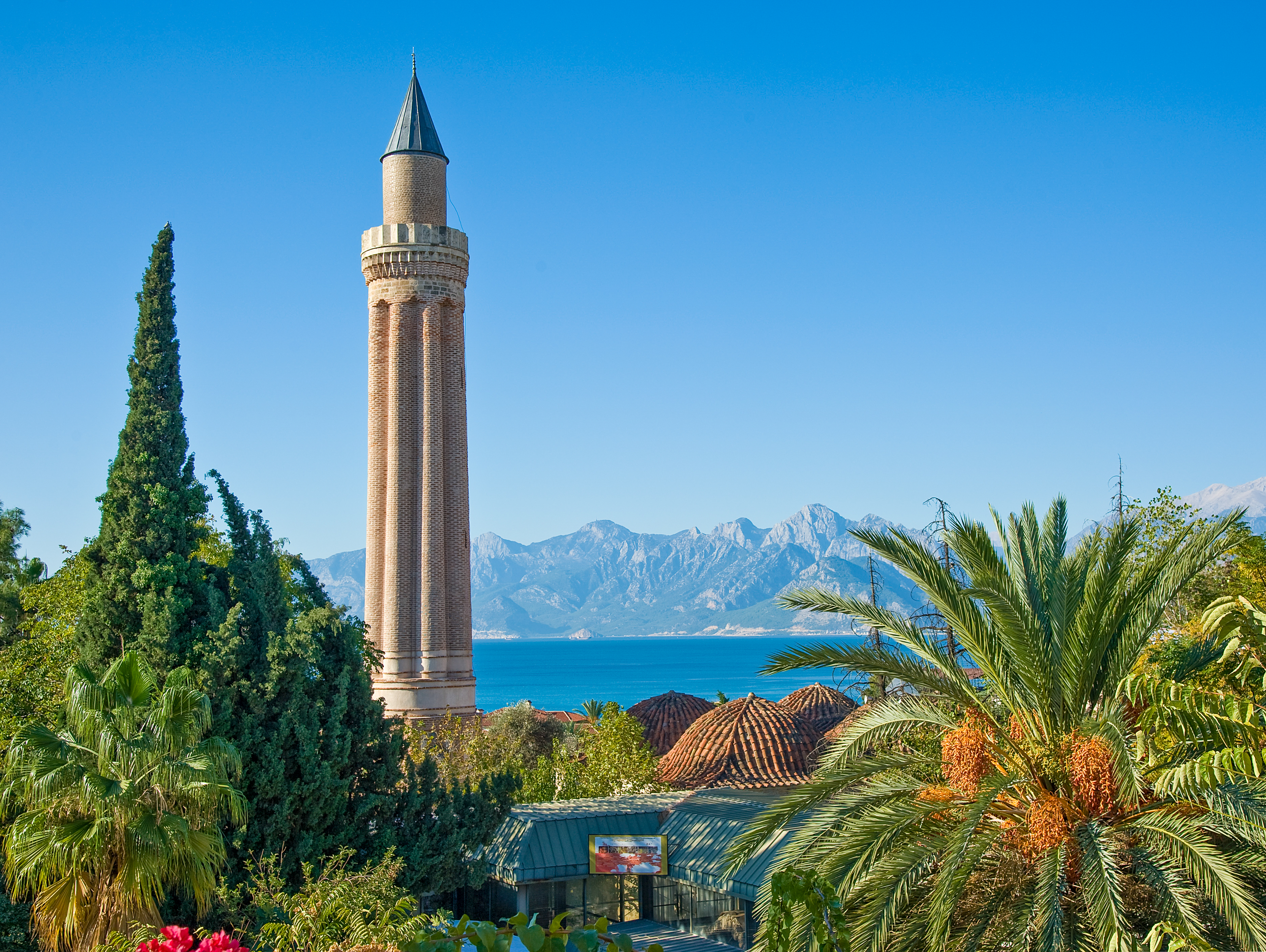
O minarete flautado (século XIII), da (ou Grande Mesquita; Ulu Camii), a mesquita congregacional da cidade, um dos seus símbolos e uma das construções islâmicas mais antigas da cidade

Na segunda metade do século XVII o viajante Evliya Çelebi descreveu uma cidade de ruas estreitas contendo 3 000 casas em vinte bairros turcos e quatro bairros gregos. A cidade tinha crescido para fora das muralhas e dizia-se que o porto podia comportar 200 barcos.

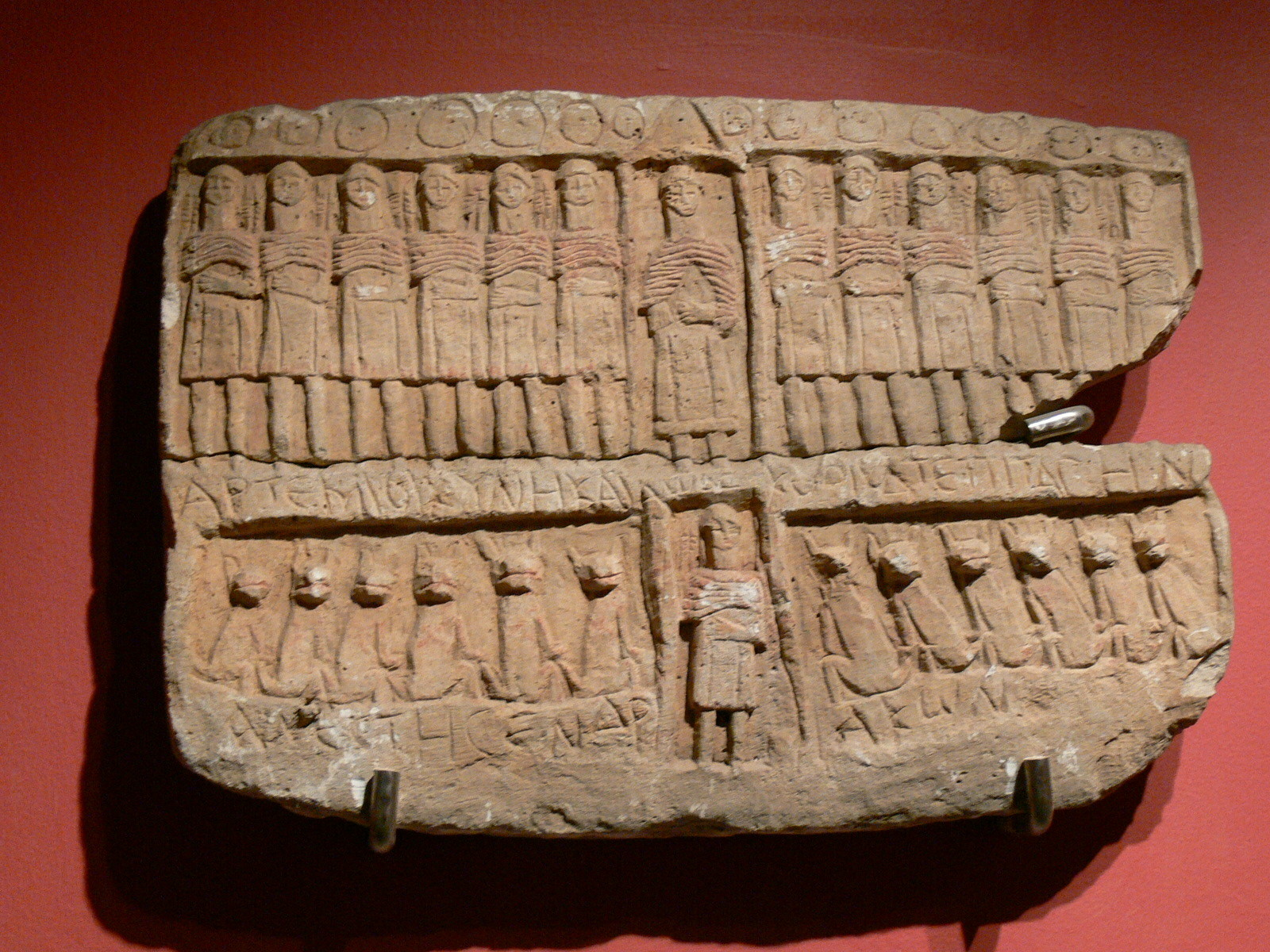
Estela lícia no Museu de Antália

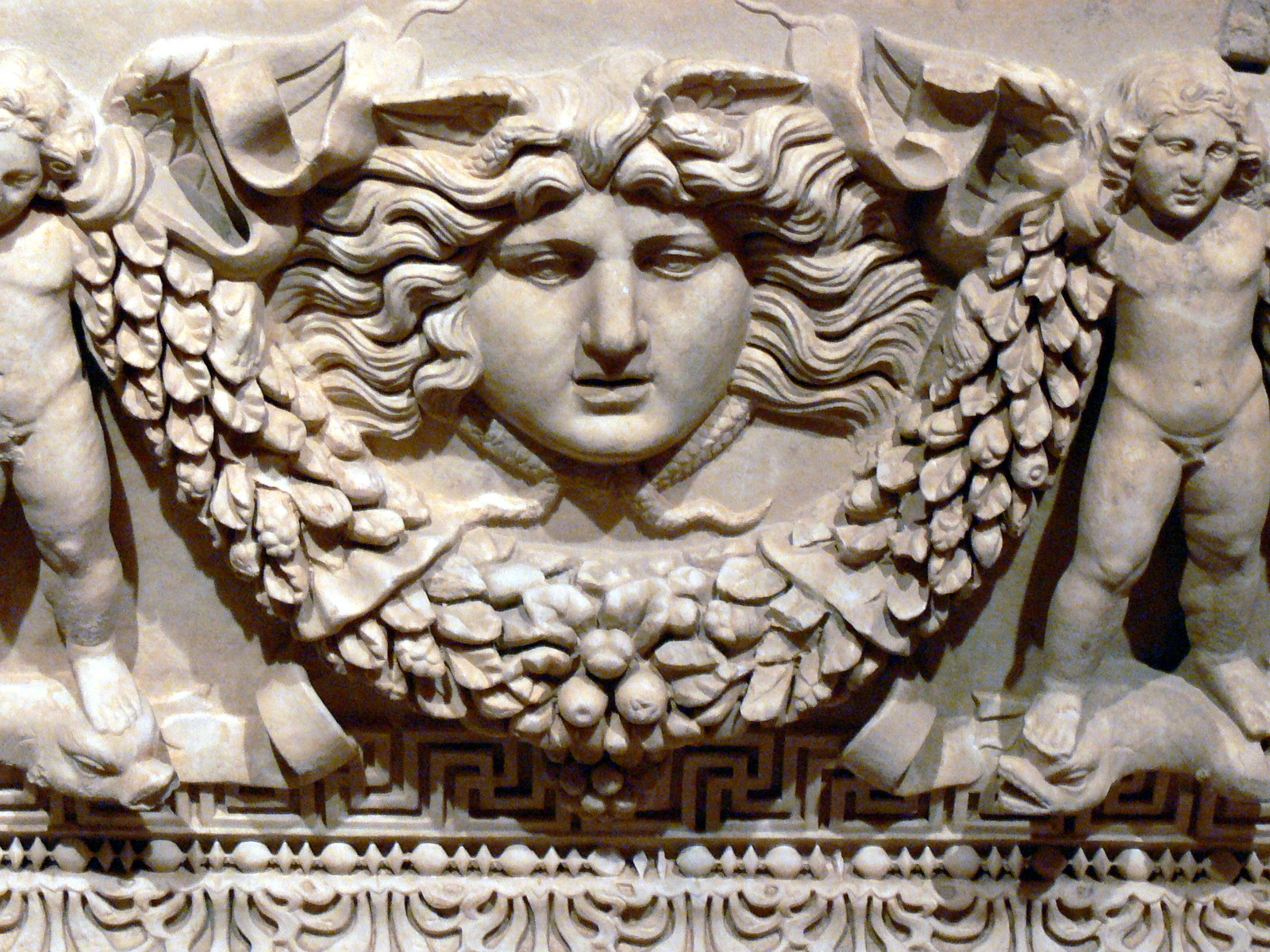
Sarcófago romano do no Museu de Antália

No século XIX, à semelhança da maior parte da Anatólia, o soberano era um "dere bei" (senhorio). A família Teke Oglu, residente próximo de Perga, embora submetida em 1812 por Mamude II, continuou a ser um poder rival do governador otomano até à atual geração, sobrevivendo por muitos anos à queda dos outros grandes beis da Anatólia. Os registos da Companhia do Levante (Turquia), que manteve uma agência em Antália até 1825, documentaram os bere beis locais.
No século XX a população de Antália cresceu com a vinda de turcos vindos do Cáucaso e dos Balcãs na sequência das turbulências que marcaram o fim do Império Otomano e o início da república turca. Em 1911 a cidade tinha 25 000 habitantes, incluindo muitos judeus e cristãos, os quais ainda viviam em bairros separados à volta da mina (porto) muralhada. O porto era servido por barcos a vapor costeiros de companhias locais. Antália, chamada então Adália, era pitoresca, mas era muito pouco desenvolvida e as suas construções eram de má qualidade. A principal atração para os visitantes era a muralha e um passeio ao longo dela. Uma parte desse passeio ainda existe na atualidade. As repartições estatais e as residências das classes mais altas eram todas fora das muralhas.
A cidade foi ocupada por forças italianas entre o fim da Primeira Guerra Mundial e 1923, aquando da fundação da República Turca.

## Demografia
Em 2007 a população da área metropolitana era de 913 568 habitantes segundo algumas fontes, ou 775 157 segundo outras. Em 2009 tinha aumentado para 955 573 habitantes e em dezembro de 2021 tinha 1 462 129 habitantes.

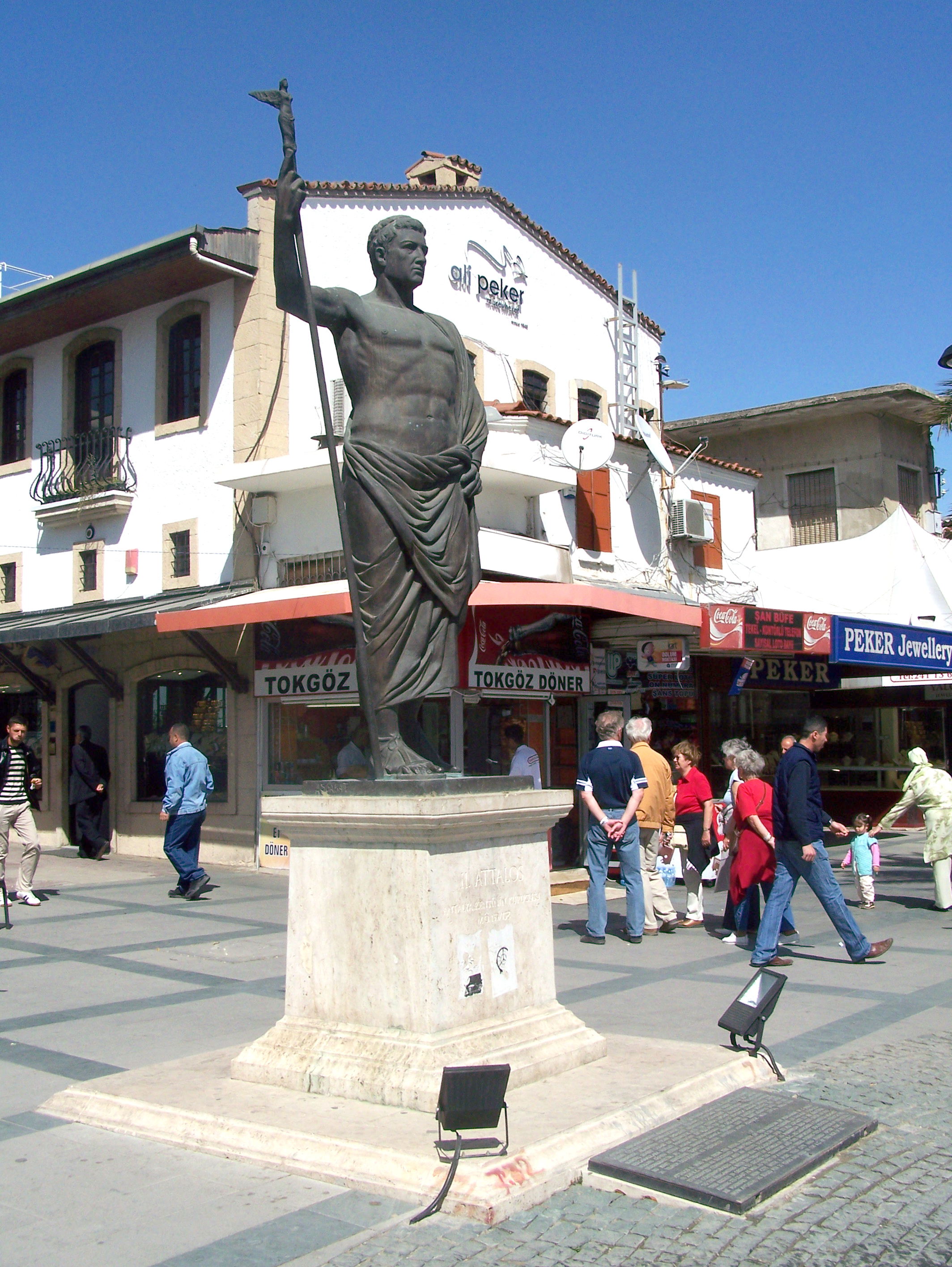
Estátua de, oficialmente o fundador de Antália

| Variação da população entre 1911 e 2021 [carece de fontes?] | Variação da população entre 1911 e 2021 [carece de fontes?] | Variação da população entre 1911 e 2021 [carece de fontes?] | Variação da população entre 1911 e 2021 [carece de fontes?] | Variação da população entre 1911 e 2021 [carece de fontes?] | Variação da população entre 1911 e 2021 [carece de fontes?] | Variação da população entre 1911 e 2021 [carece de fontes?] |
| Ano                                                         | habitantes                                                  | var.                                                        |                                                             | Ano                                                         | hab.                                                        | var.                                                        |
| ----------------------------------------------------------- | ----------------------------------------------------------- | ----------------------------------------------------------- | ----------------------------------------------------------- | ----------------------------------------------------------- | ----------------------------------------------------------- | ----------------------------------------------------------- |
| 1911                                                        | 25 000                                                      |                                                             | 1965                                                        | 72 000                                                      | 41,2%                                                       |                                                             |
| 1927                                                        | 17 000                                                      | 32%                                                         | 1970                                                        | 95 000                                                      | 31,9%                                                       |                                                             |
| 1935                                                        | 23 000                                                      | 35,3%                                                       | 1985                                                        | 258 139                                                     | 171,7%                                                      |                                                             |
| 1940                                                        | 25 000                                                      | 8,7%                                                        | 1990                                                        | 378 208                                                     | 46,5%                                                       |                                                             |
| 1945                                                        | 26 000                                                      | 4%                                                          | 2000                                                        | 603 190                                                     | 59,5%                                                       |                                                             |
| 1950                                                        | 28 000                                                      | 7,7%                                                        | 2007                                                        | 775 157                                                     | 28,5%                                                       |                                                             |
| 1955                                                        | 36 000                                                      | 28,6%                                                       | 2009                                                        | 1 098 507                                                   | 41,7%                                                       |                                                             |
| 1960                                                        | 51 000                                                      | 41,7%                                                       | 2021                                                        | 1 462 129                                                   | 33,1%                                                       |                                                             |

## Geografia

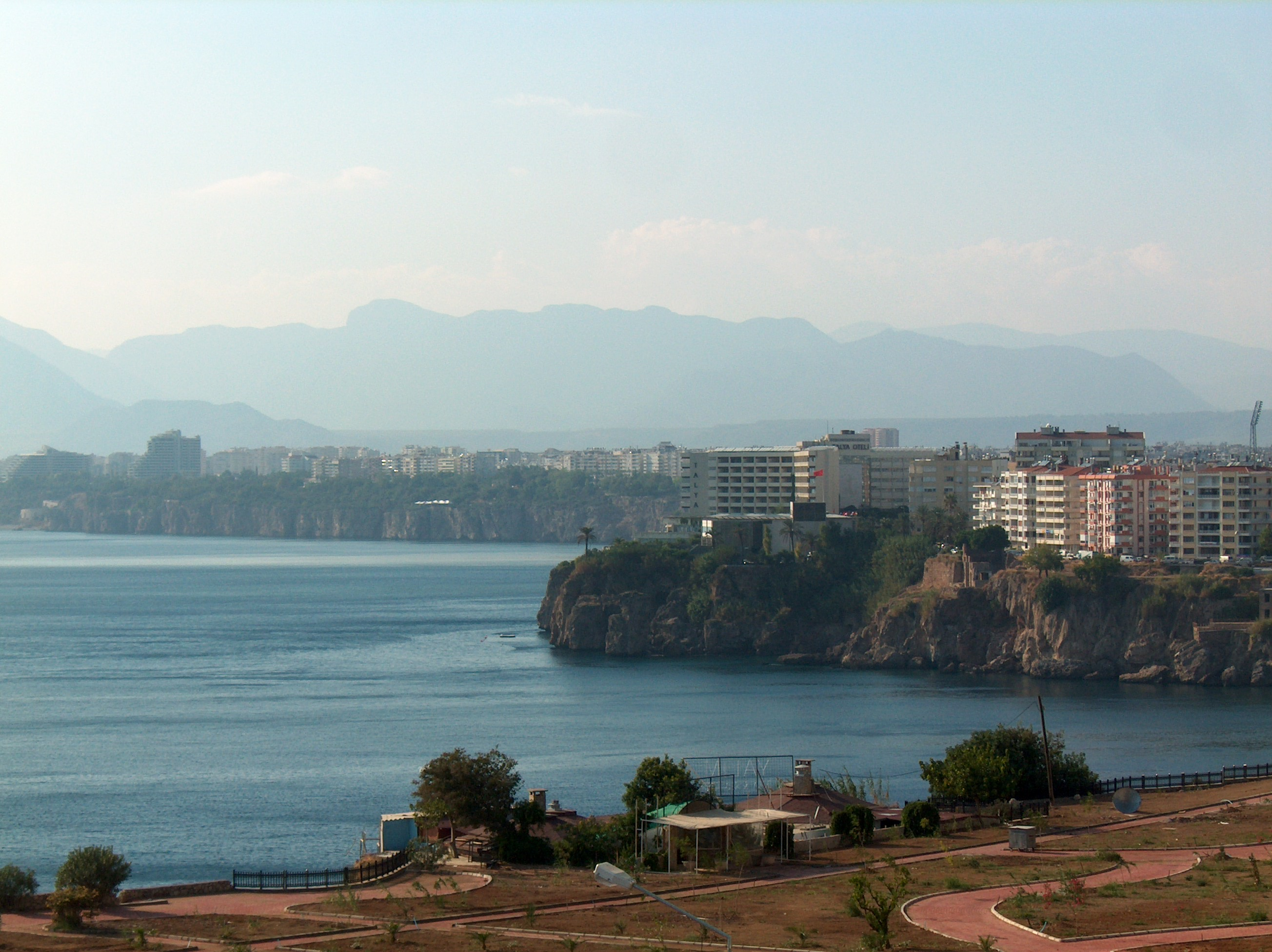
Vista da beira-mar de Antália

Antália fica no sudoeste da Anatólia, à beira do golfo de Antália (mar Mediterrâneo). Dista aproximadamente 550 km de Ancara e de Adana, 450 km de Esmirna e 730 km de Istambul.
A cordilheira dos montes Tauro corre paralela à costa, de leste para oeste e praticamente rodeia as estreitas planícies costeiras onde a cidade se encontra. Em algumas partes da costa, as montanhas  mergulham a pique sobre o mar, formando pequenas baías e penínsulas. A cidade encontra-se sobre duas zonas planas formadas por rocha travertina, a uma altitude média de 35 metros. O centro encontra-se na planície rochosa mais perto do mar, estendendo-se a zona urbana para a planície de Kepezüstü, mais para o interior.

### Clima
A área da cidade é protegida dos ventos frios do norte pelas montanhas e tem um clima carateristicamente mediterrânico, com verões quentes e secos e invernos chuvosos e relativamente amenos. Há aproximadamente 300 dias de sol por ano. A temperatura da água do mar oscila entre 15 °C e 28 °C. A temperatura do ar pode chegar aos 40 °C em julho e agosto, mas é mais frequente que as temperaturas máximas rondem os 30 °C, com a brisa marítima a contribuir para tornar o calor mais suportável.
| Dados climatológicos para Antália                   | Dados climatológicos para Antália | Dados climatológicos para Antália | Dados climatológicos para Antália | Dados climatológicos para Antália | Dados climatológicos para Antália | Dados climatológicos para Antália | Dados climatológicos para Antália | Dados climatológicos para Antália | Dados climatológicos para Antália | Dados climatológicos para Antália | Dados climatológicos para Antália | Dados climatológicos para Antália | Dados climatológicos para Antália |
| Mês                                                 | Jan                               | Fev                               | Mar                               | Abr                               | Mai                               | Jun                               | Jul                               | Ago                               | Set                               | Out                               | Nov                               | Dez                               | Ano                               |
| --------------------------------------------------- | --------------------------------- | --------------------------------- | --------------------------------- | --------------------------------- | --------------------------------- | --------------------------------- | --------------------------------- | --------------------------------- | --------------------------------- | --------------------------------- | --------------------------------- | --------------------------------- | --------------------------------- |
| Temperatura máxima média (°C)                       | 14,9                              | 15,4                              | 17,7                              | 21,2                              | 25,4                              | 30,5                              | 33,8                              | 33,7                              | 30,9                              | 26,4                              | 21,2                              | 16,7                              | 21,9                              |
| Temperatura mínima média (°C)                       | 5,9                               | 6,2                               | 7,8                               | 11,1                              | 15,0                              | 19,4                              | 22,4                              | 22,3                              | 19,1                              | 15,0                              | 10,7                              | 7,6                               | 13,5                              |
| Precipitação (mm)                                   | 232,4                             | 160,7                             | 96,8                              | 46,2                              | 30,0                              | 9,6                               | 2,2                               | 2,5                               | 12,3                              | 67,7                              | 131,9                             | 263,3                             | 1 055,6                           |
| Dias com chuva                                      | 12,6                              | 10,8                              | 8,9                               | 6,4                               | 5,3                               | 2,6                               | 0,6                               | 0,7                               | 1,8                               | 5,8                               | 7,6                               | 12,3                              | 77                                |
| Fonte: World Weather Information Service 2009-01-01 |                                   |                                   |                                   |                                   |                                   |                                   |                                   |                                   |                                   |                                   |                                   |                                   |                                   |

## Economia

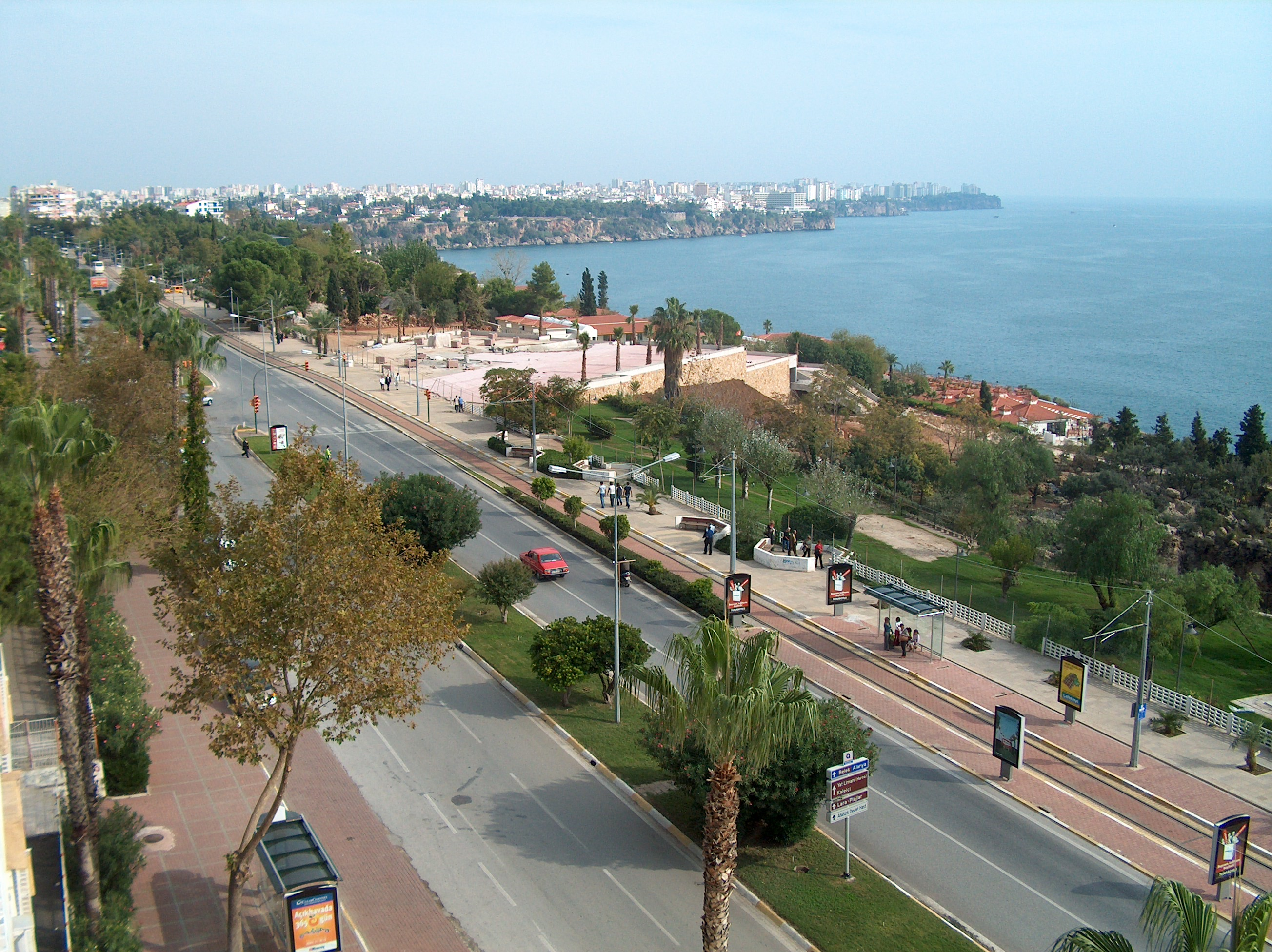
Avenida Konyaalti

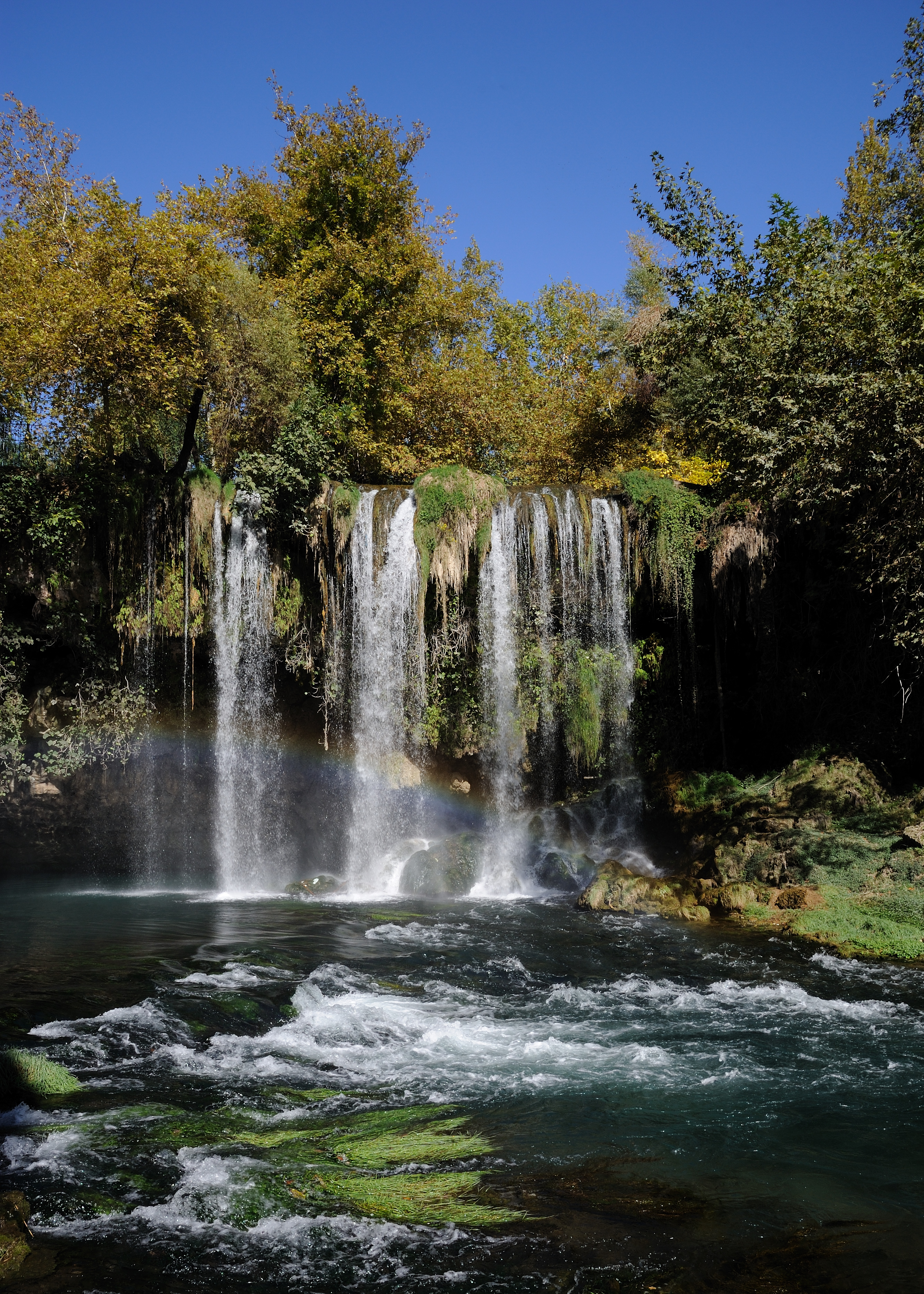
Cataratas do Düden

A economia de Antália depende principalmente do turismo, agricultura, comércio e alguma indústria ligeira. Entre os produtos agrícolas destacam-se os citrinos, bananas, algodão, flores, azeitona e azeite. 65% da procura de fruta fresca e vegetais é satisfeita pelo complexo do mercado municipal grossista de Antália.

### Turismo
A zona de Kaleiçi, no centro histórico, conserva um certo ambiente de outros tempos com as suas ruas empedradas estreitas, as casas tradicionais gregas e turcas, os seus hotéis, bares, discotecas, restaurantes e lojas. O seu restauro recebeu o prémio Golden Apple Tourism. Os grandes hotéis mais modernos situam-se junto à costa, acima de das praias de Praia de Konyaaltı e Lara.
A arquitetura da cidade conserva vestígios das culturas que passaram pela cidade — lícia, panfília e helénica e, principalmente, romana, bizantina, seljúcida e otomana.
A principal praça da cidade, a Cumhuriyet Meydan, por vezes acolhe exposições e espectáculos ao ar livre.

## Educação
Em 2008 a cidade havia 275 000 estudantes e 12 000 professores na cidade. A Universidade Akdeniz é a principal instituição de ensino superior da província.

## Cultura

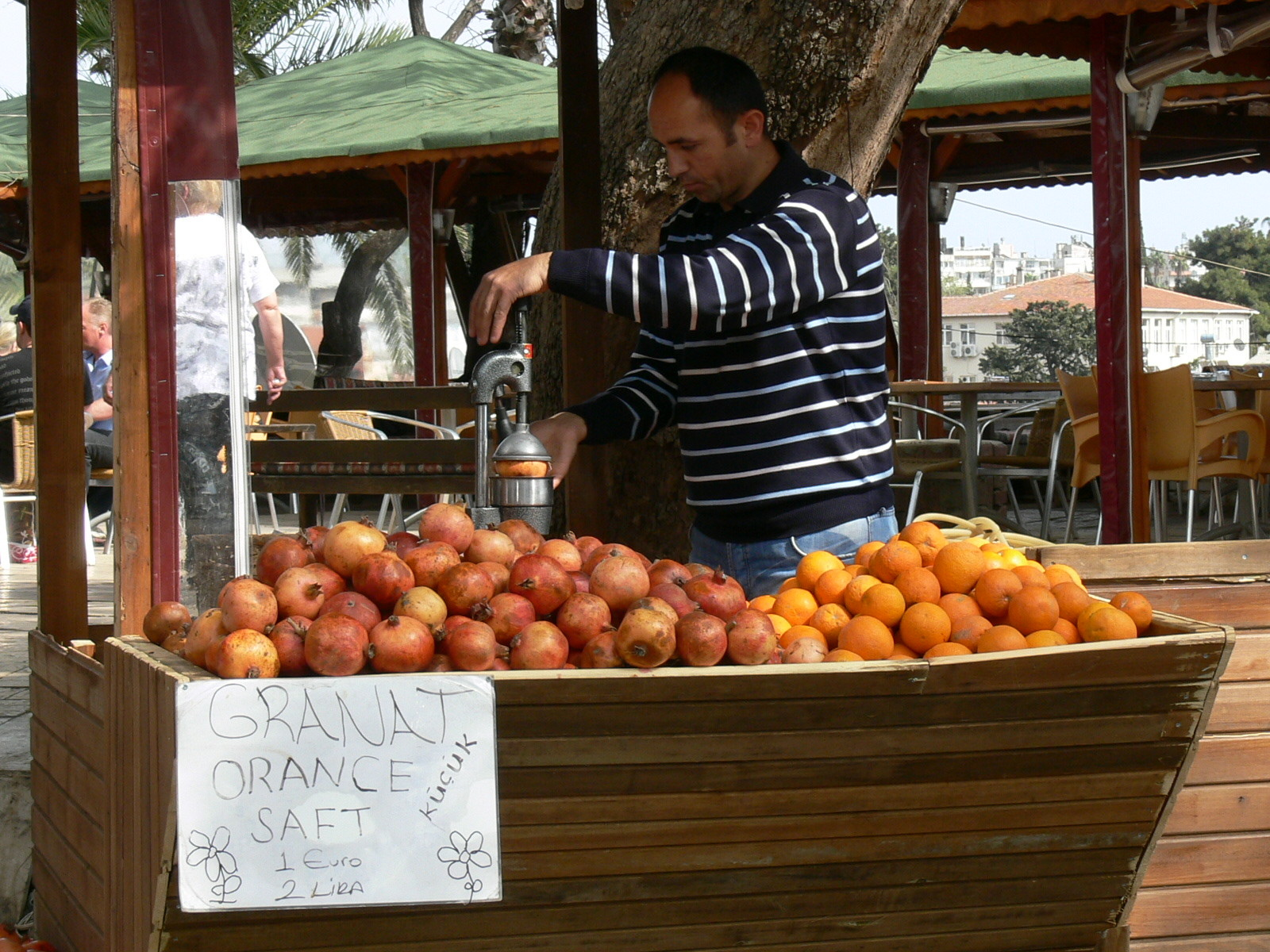
Vendedor de rua de sumo de laranja e romã

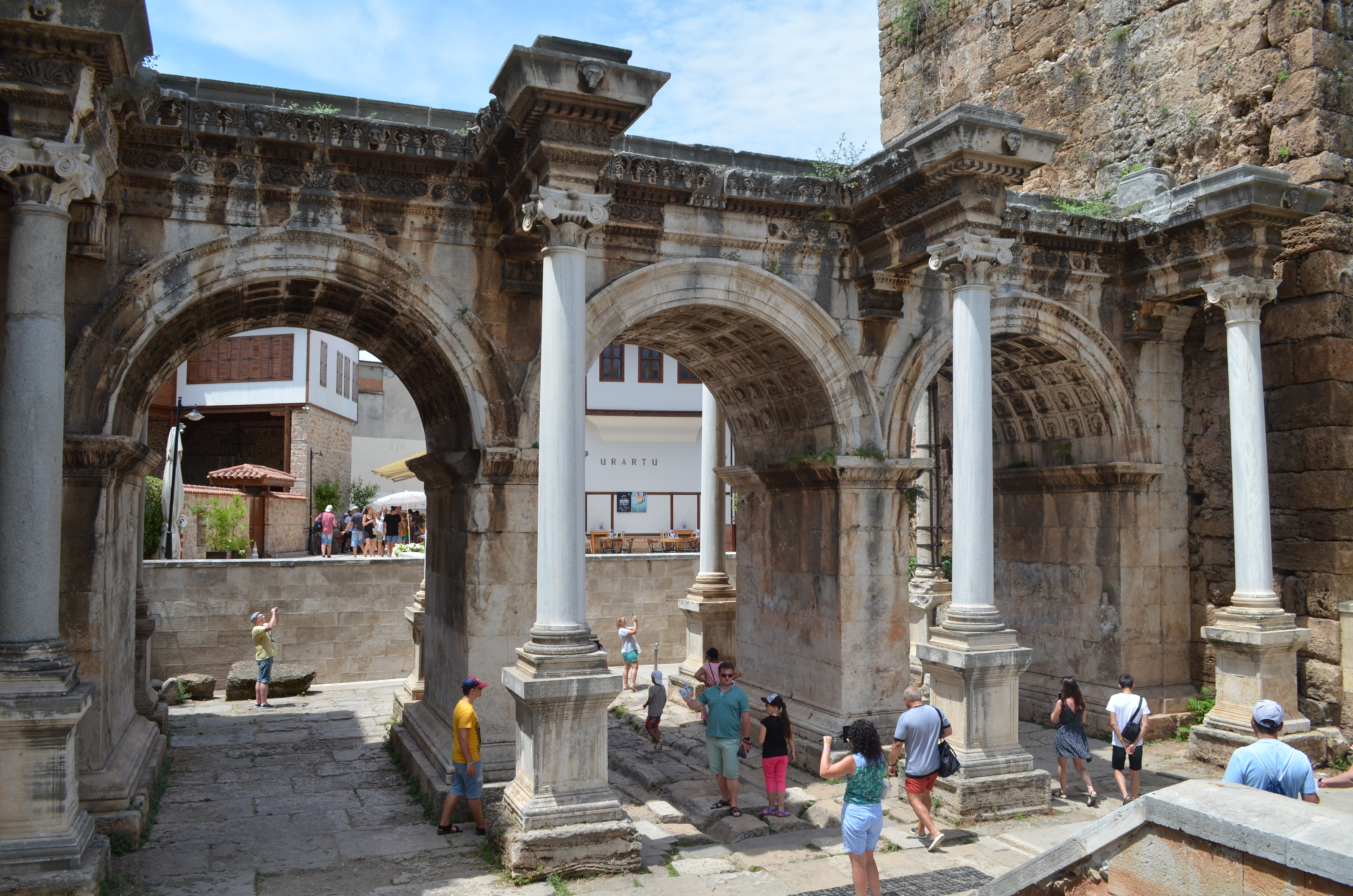
Porta de Adriano

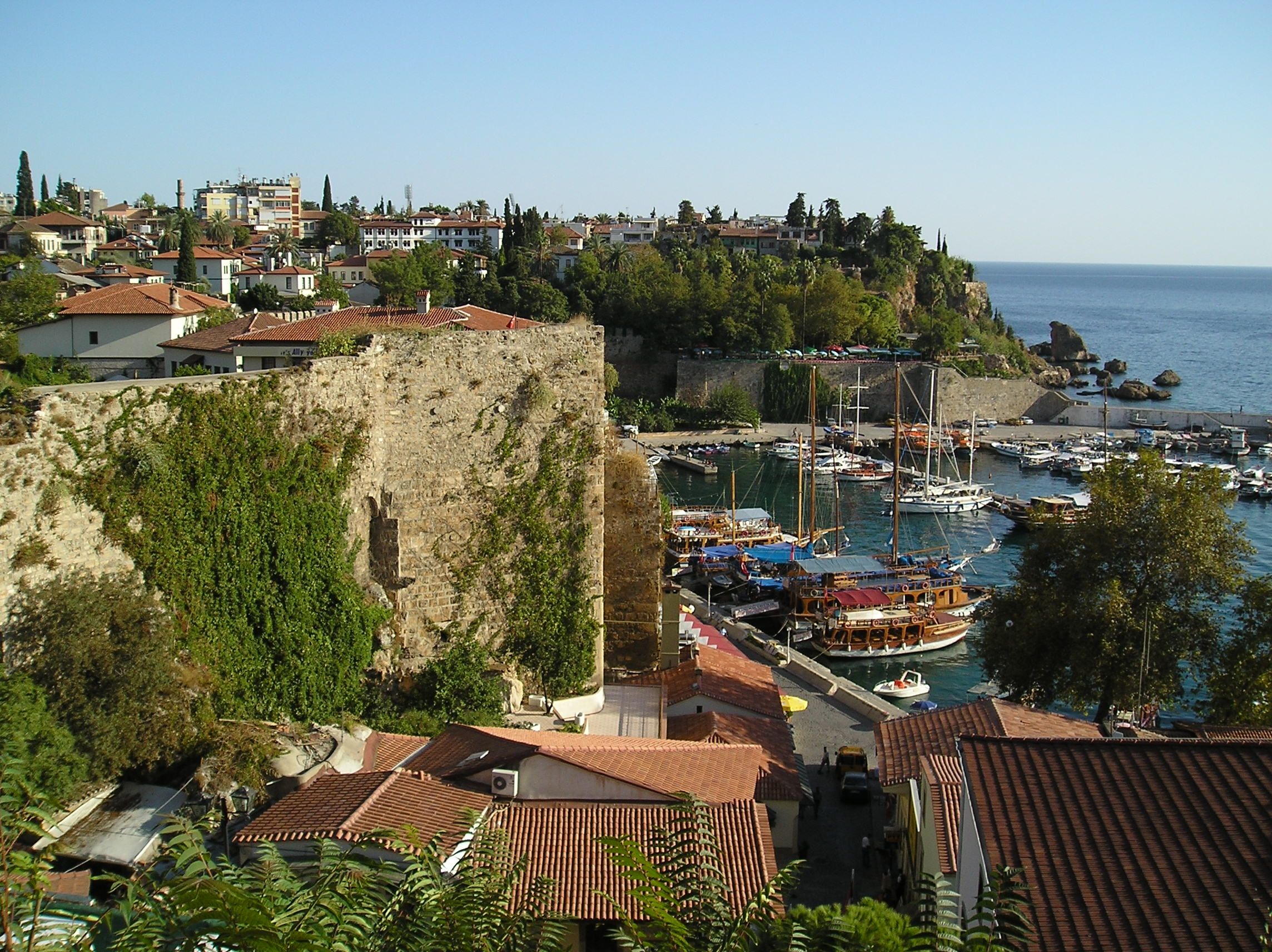
Vista do porto

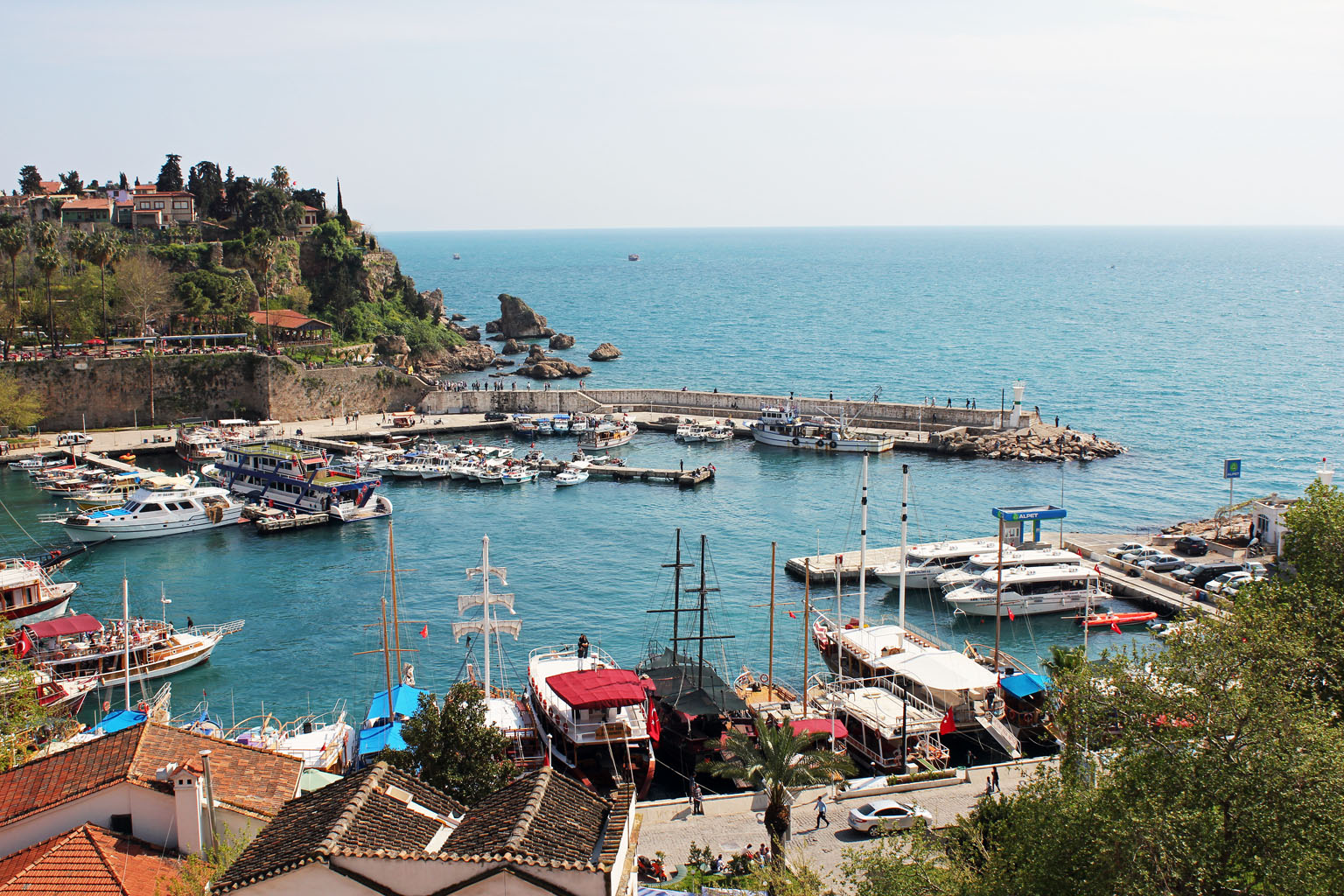
Vista do porto

### Gastronomia
Alguns dos pratos tradicionais de Antália são:
- Piyaz, uma salada à base de feijões cozidos, taíne, nozes e alho;
- Hibeş com cominhos e taíne;
- Şiş köfte, uma variante de kebab, uma espécie de espetadas de de carne de borrego picada temperada com ervas aromáticas;
- tandır kebap, uma variante de kebab feita no forno denominado tandir.

Outros pratos são os domates civesi, à base de tomate, şakşuka e uma série de pratos frios mediterrânicos onde o azeite é um ingrediente obrigatório. Um dos aperitivos tradicionais locais é o tremoço. Um dos peixes comuns na cozinha local é o mero ou garoupa branca (Epinephelus aeneus), conhecido localmente como grida.

### Festividades e eventos
Antália é palco de diversos campeonatos desportivos, que incluem ralis e o Campeonato Mundial de Halterofilismo de 2010. Entre os eventos anuais destacam-se:
- Festival de Cinema de Antália (em turco: Antalya Altın Portakal Film Festivali, Festival de Cinema Laranja Dourada de Antália), o maior festival de cinema turco, realizado na última semana de setembro.
- Festival Internacional de Cinema Eurásia, realizado anualmente, recebe mais de 200 filmes de vários países. Na secção de competição só são aceites filmes produzidos na Europa ou Ásia.
- Festival de Antália, realizado todos os anos entre 12 e 29 de setembro.
- Festival Internacional de Música Mediterrânica, realizado em outubro, tem a duração de seis dias.
- Concurso Internacional de Música Folclórica e Dança, realiza-se na última semana de agosto.
- Festival Internacional de Ópera e Ballet de Aspendo, organizado pela Companhia Nacional de Ópera e Ballet da Turquia, tem lugar em junho e julho no teatro romano de Aspendo.
- Festival das flores, realizado em maio.

### Locais a visitar
Antália é famosa pelas suas praias, nomeadamente as de Konyaaltı, Lara e Karpuzkaldıran. No inverno pode praticar-se esqui nas estâncias próximas das Montanhas Bei e Saklıkent.
A cidade tem muitas mesquitas, igrejas e madraças (escolas islâmicas), caravançarais (conhecidos na Turquia como hans) e hamames (banhos turcos). As áreas de Kaleiçi e do porto, rodeadas de muralhas, são as mais antigas da cidade e ainda conservam muitas casas de arquitetura tradicional grega e turca.

#### Locais históricos no centro
- Kaleiçi, o centro histórico
- Muralhas

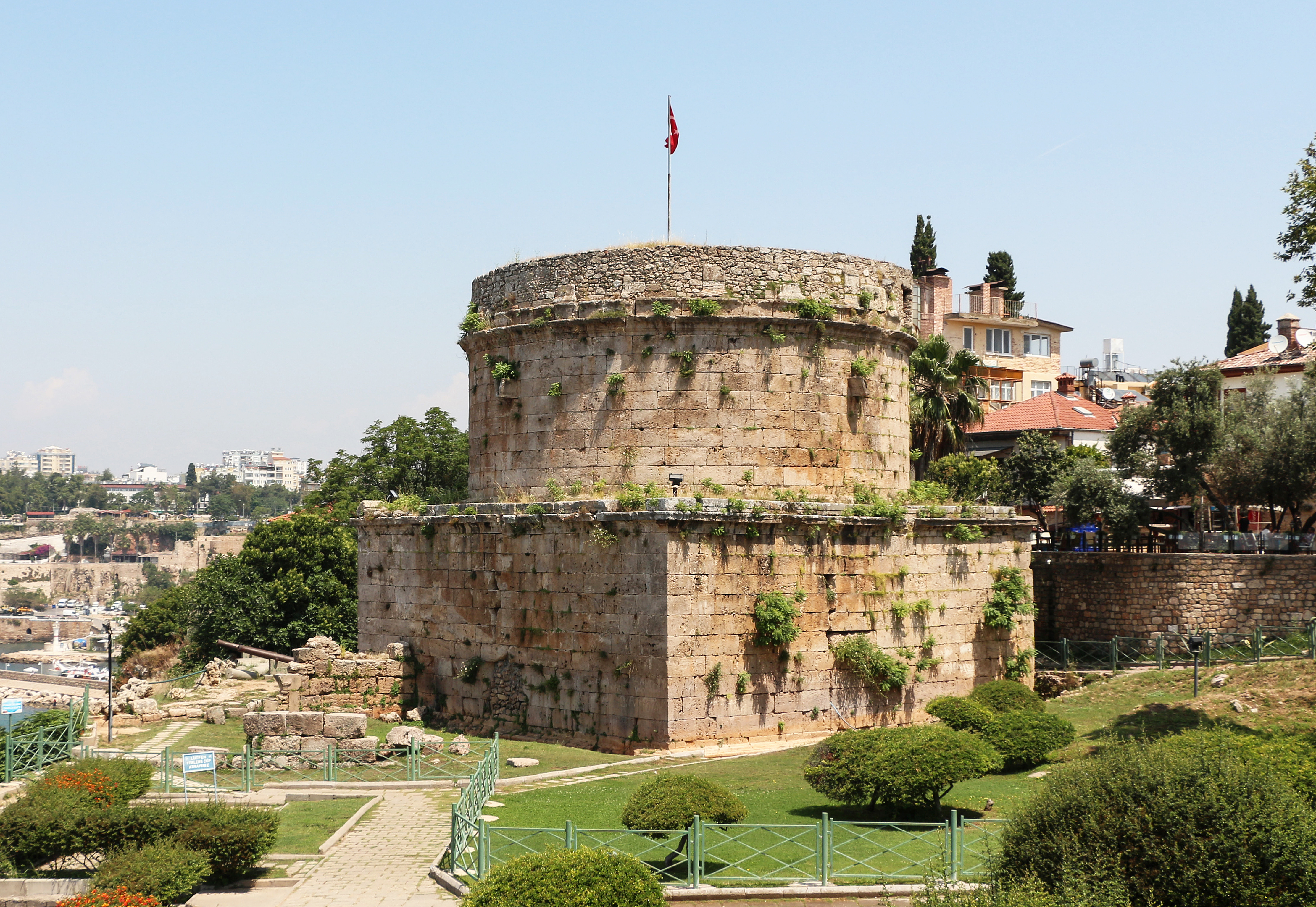
Torre Hıdırlık (Hıdırlık Kulesi)

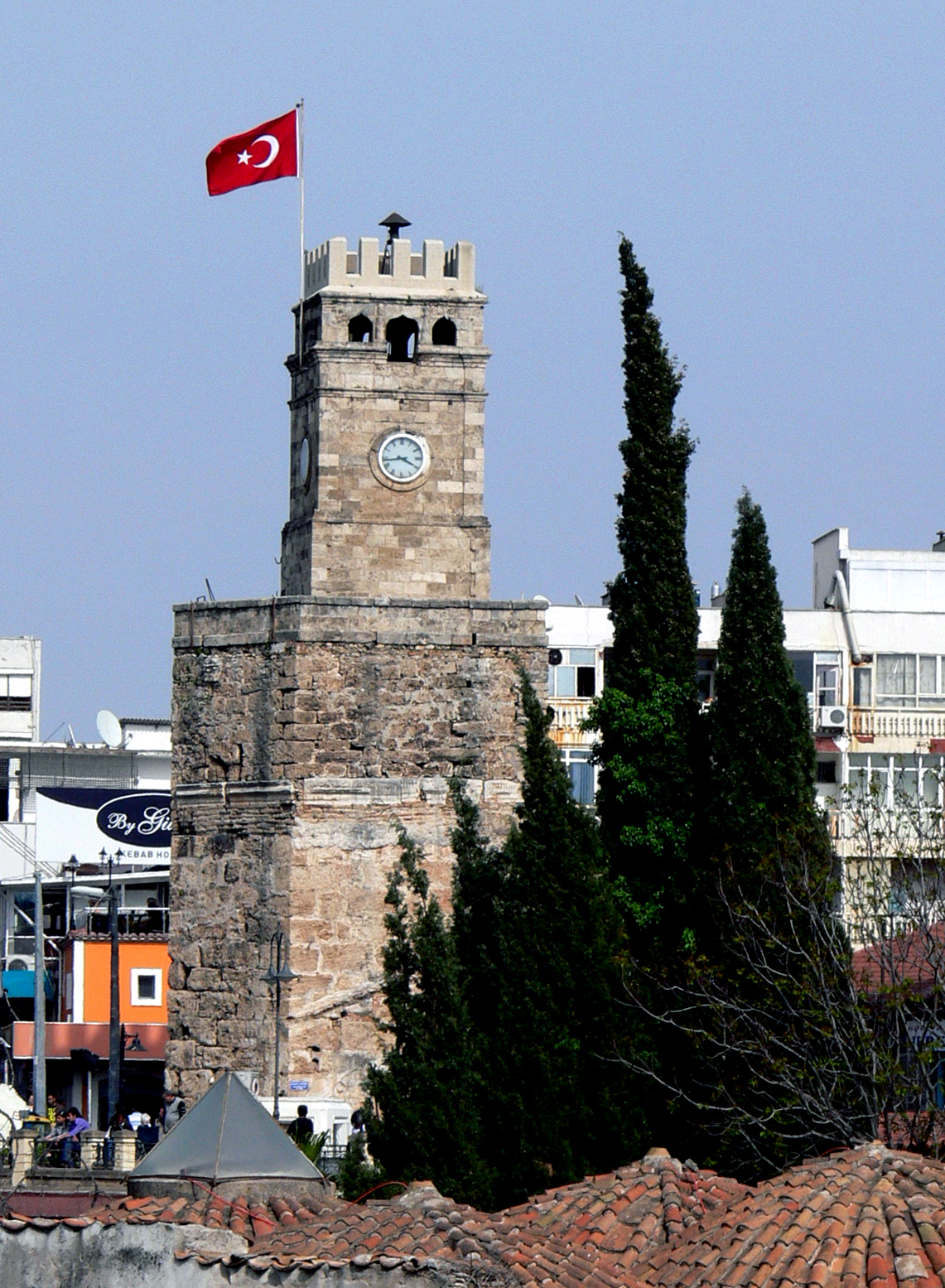
Torre do relógio otomana

- Torre Hıdırlık (Hıdırlık Kulesi), originalmente construída no período helénico, foi reconstruída no século II d.C. pelos romanos e restaurada pelos seljúcidas e otomanos; serviu tanto como fortificação como farol.
- Porta de Adriano, foi construída no século II d.C. em honra do imperador romano Adriano, que visitou a cidade em no ano 130.
- Kesik Minare (minarete partido), começou por ser um templo romano construído no século II; no século VII foi convertida numa igreja bizantina em honra da Virgem Maria; sofreu grandes estragos durante as invasões árabes do século VIII; foi restaurada no século X e convertida em mesquita pelos seljúcidas. A mesquita foi destruída por um incêndio em 1846, tendo sobrevivido apenas o minarete.
- Mesquita Yivli Minare (ou Grande Mesquita; Ulu Camii), a mesquita congregacional da cidade, é um dos edifícios islâmicos mais antigos de Antália, embora possa ter sido originalmente uma igreja bizantina. Foi construído pelos seljúcidas em 1230. A torre que lhe dá o nome (minarete em forma de flauta) tem 38 m de altura e é um dos símbolos da cidade. A mesquita original foi destruída no século XIV, dando lugar a um dos exemplos mais antigos de construções com cúpulas múltiplas da Anatólia. Atualmente acolhe o Museu de Etnografia de Antália.
- Outros edifícios islâmicos importantes são o madraçal Karatay Medresesi e as mesquitas Ahi Yusuf Mescidi, Iskele, Murat Paşa, Tekeli Mehmet Paşa, Balibey, Musellim, Seyh Sinan Efendi e Osman Efendi.

#### Outros locais
- Cataratas do Düden (ou de Karpuzkaldıran)
- Tünek Tepe, colina a oeste da cidade.
- Parque Karaalioğlu, parque situado a sul da zona histórica de Kaleiçi onde se encontra a Torre Hıdırlık.
- Ponte Arapsu, ponte romana cerca de 5 km a oeste do centro da cidade.

#### Museus
- Museu de Antália, um importante museu arqueológico.[13]
- Museu de Kaleiçi,[14] inaugurado em 2007 pelo Centro de Investigação das Civilizações Mediterrânicas (Akdeniz Medeniyetleri Araştırma Merkezi)[15]

## Transportes

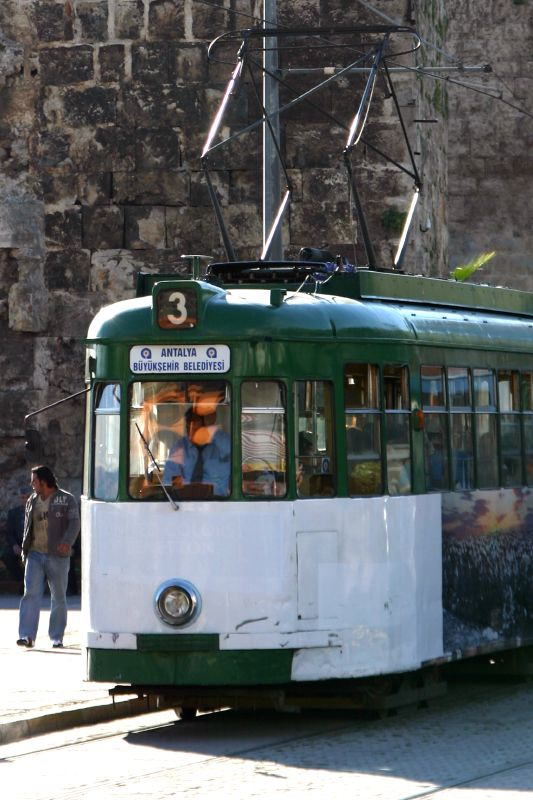
Elétrico

Antália tem um aeroporto internacional (IATA: AYT, ICAO: LTAI), cujo movimento em 2007 foi de cerca de 18 milhões de passageiros (15 milhões internacionais). O porto principal é a sul de Konyaaltı, mas o transporte marítimo de passageiros é praticamente inexistente, embora haja planos para o desenvolver, nomeadamente a criação de rotas locais para Kemer.

### Autocarros
O sistema urbano de autocarros que serve a área metropolitana é operado por uma empresa privada. O pagamento dos transportes públicos era feito com dinheiro até 2007, ano em que foi introduzido um sistema com cartões, o Antkart, o qual acabou por ser cancelado em junho de 2009 devido aos protestos.
Além de autocarros, há uma rede de dolmuş (espécie de táxis partilhados), usualmente mini-autocarros.

### Ferrovias
Antália não é servida por ferrovia, embora desde os tempos otomanos que haja planos para dotar a cidade de ligações ferroviárias.
A cidade dispõe de carros elétricos que vão desde o Museu de Antália e os hotéis Sheraton Voyager e Falez até ao centro da cidade, em Kalekapisi, Porta de Adriano, Parque Karaalioğlu, percorrendo a avenida principal e terminando em Talya Oteli. Os elétricos partem de meia em meia-hora do terminal e demoram entre 10 e 15 minutos a chegar a Kalekapisi. Em dezembro de 2009, foi aberta uma linha metropolitano de superfície de 11 km de extensão entre o principal terminal de autocarros a noroeste, e o jardim zoológico e outras zonas suburbanas.

## Cidades gémeas
Antália está geminada com as seguintes cidades:
- Alemanha, Nuremberga
- Cazaquistão, Taldykorgan
- Chipre, Famagusta
- Estados Unidos, Muskegon
- Israel, Bat Yam
- Rússia, Tcheboksary
- Rússia, Cazã
- Rússia, Rostóvia do Dom